# Jablonné nad Orlicí
Jablonné nad Orlicí är en stad i Tjeckien.   Den ligger i regionen Pardubice, i den östra delen av landet, 160 km öster om huvudstaden Prag. Jablonné nad Orlicí ligger 428 meter över havet och antalet invånare är 3 147.
Terrängen runt Jablonné nad Orlicí är platt åt sydväst, men åt nordost är den kuperad. Runt Jablonné nad Orlicí är det ganska tätbefolkat, med 139 invånare per kvadratkilometer. Närmaste större samhälle är Lanškroun, 13,1 km söder om Jablonné nad Orlicí. Omgivningarna runt Jablonné nad Orlicí är en mosaik av jordbruksmark och naturlig växtlighet.